# Акжаик (село)
Акжаи́к (каз. Ақжайық, до 1997 — Новостройка) — село в Теректинском районе Западно-Казахстанской области Казахстана. Административный центр Акжаикского сельского округа. Код КАТО — 276233100. Через село проходит автомобильная дорога Уральск — Атырау.
Село расположено на левом берегу реки Урал (каз. Жайык).

## Население
В 1999 году население села составляло 2991 человек (1453 мужчины и 1538 женщин). Согласно КНЭ, в 2003 году население составляло более 3 тысяч человек. По данным переписи 2009 года, в селе проживал 2781 человек (1361 мужчина и 1420 женщин).